# Znojmo
Znojmo é uma cidade checa localizada na região de Morávia do Sul, distrito de Znojmo‎. Fica perto da fronteira com a Baixa Áustria e a 55 km a sudoeste de Brno.
Está ligada a Viena por via ferroviária e rodoviária. Está situada sobre uma rocha saliente na margem esquerda do rio Dyje e conserva vários exemplos de arquitetura medieval. 

## História

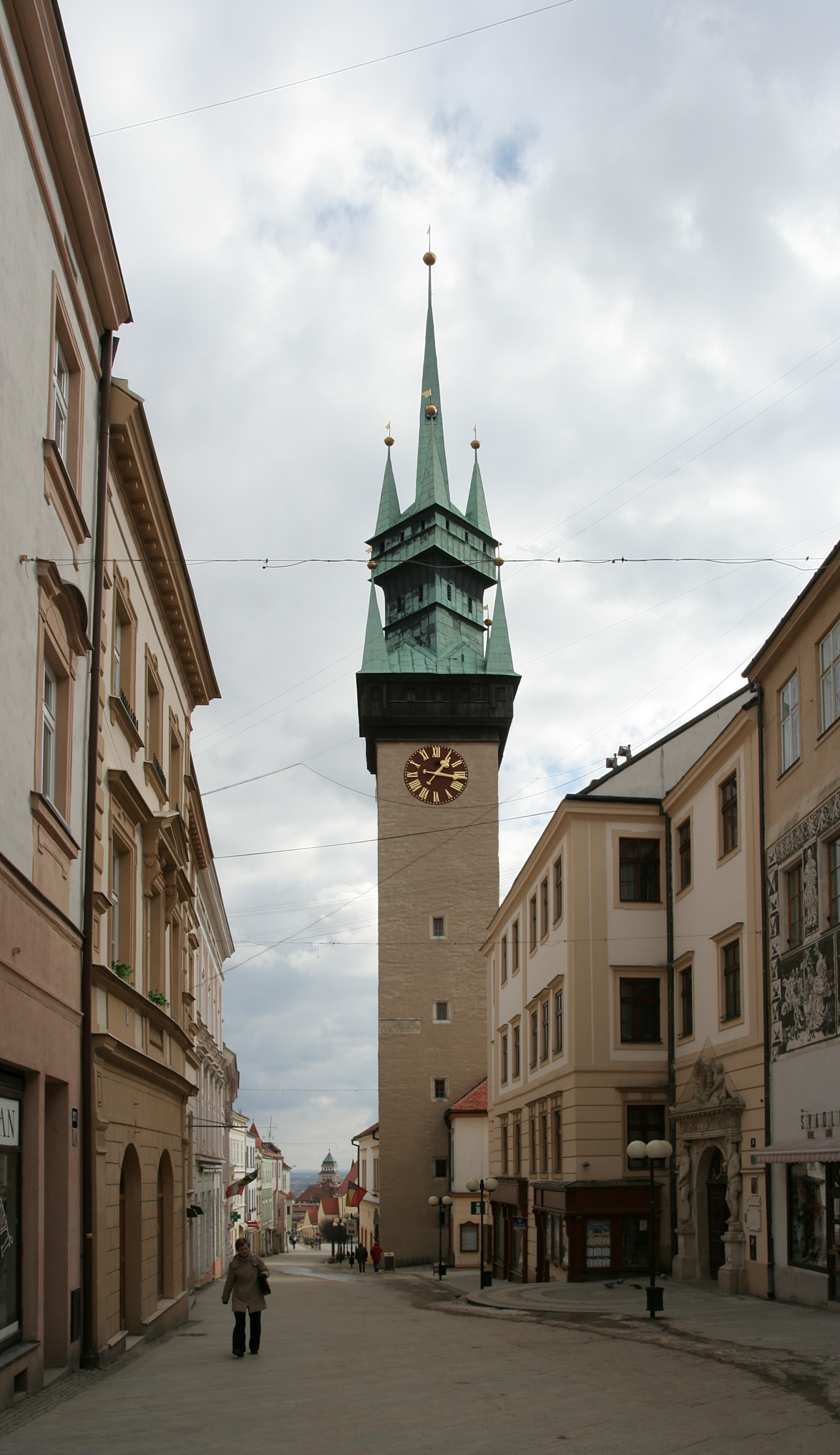
Torre da Câmara Municipal.

A igreja de São Nicolau de estilo gótico e a Torre  da Câmara, de gótico tardio, são os lugares mais conhecidos. A igreja de São Nicolau foi construída em 1348 pelo imperador Carlos IV e a Torre da Câmara, de 75 metros, data de cerca de 1446. Com vista para o vale do Dyje, fora da cidade medieval, fica o Castelo de Znojmo, que remonta ao século XI, quando foi fundado pelos duques Přemyslidas.
A cidade real de Znojmo foi fundada pouco depois de 1226 por Otakar I da Boémia sobre a planície fronteira ao castelo de Znojmo. Aí faleceu o imperador Segismundo do Luxemburgo em 1437, tendi sido enterrado em Gran Varadino. 
Znojmo é conhecida por ser a cidade onde se assinou o armistício posterior à Batalha de Wagram (1809) entre Napoleão Bonaparte e o arquiduque Carlos. 

### Personalidades ilustres
Supostamente teria sido o lugar onde nasceu Leopold Lojka, o condutor do veículo de arquiduque Francisco Fernando quando foi assassinado em Sarajevo em 1914, um evento que despoletou a Primeira Guerra Mundial.
Znojmo também foi onde nasceu o escultor Hugo Lederer e o escritor Charles Sealsfield.
É a cidade natal do ex-campeão mundial de MMA Jiří Procházka.

## Associação a outras cidades
- Harderwijk, Países Baixos
- Nové Zámky, Eslováquia
- Pontassieve, Itália
- Retz, Áustria
- Ružinov, Eslováquia
- Strzegom, Polónia
- Torgau, Alemanha
- Trento, Itália

## Galeria

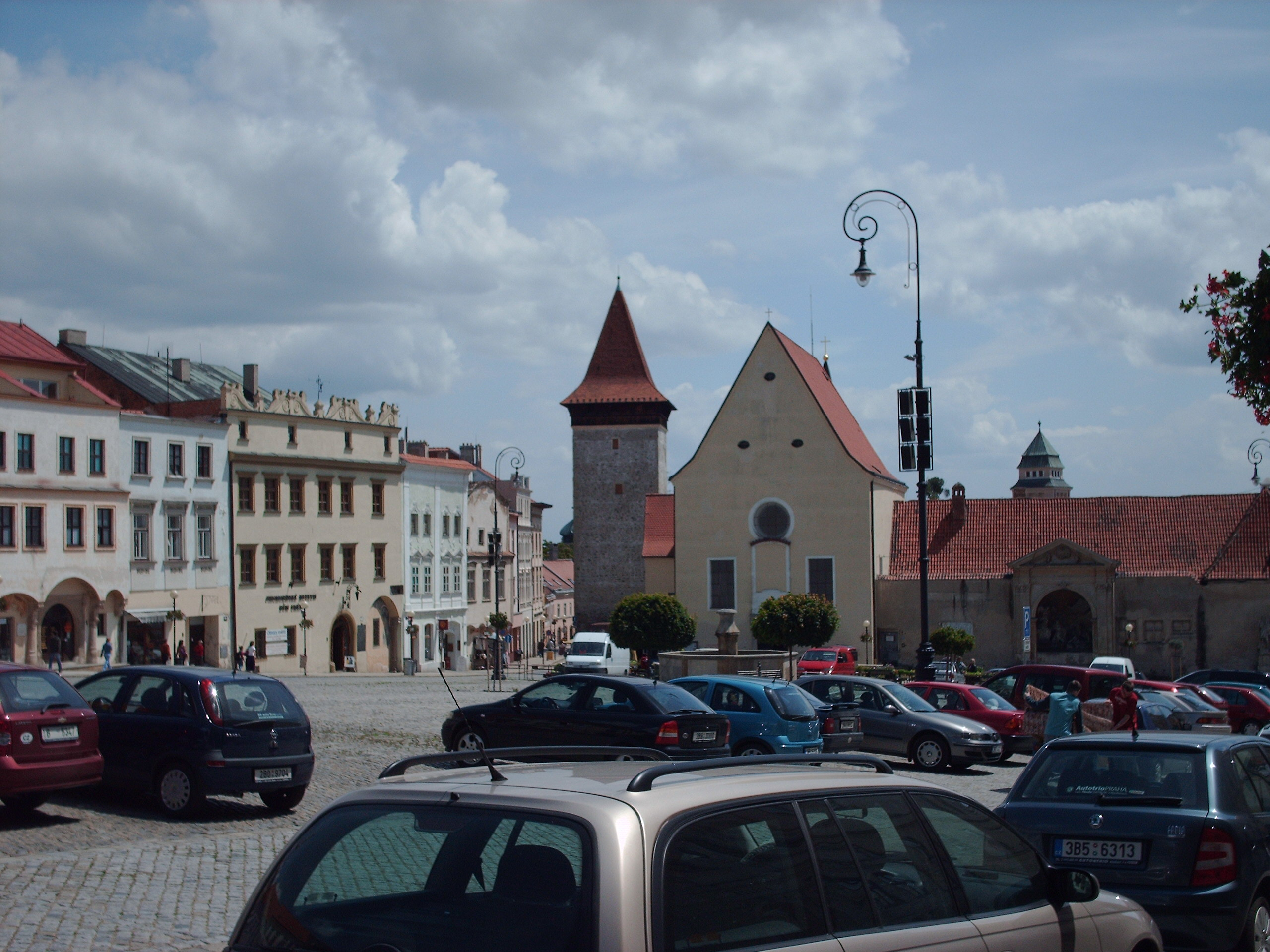
Cidade antiga de Znojmo
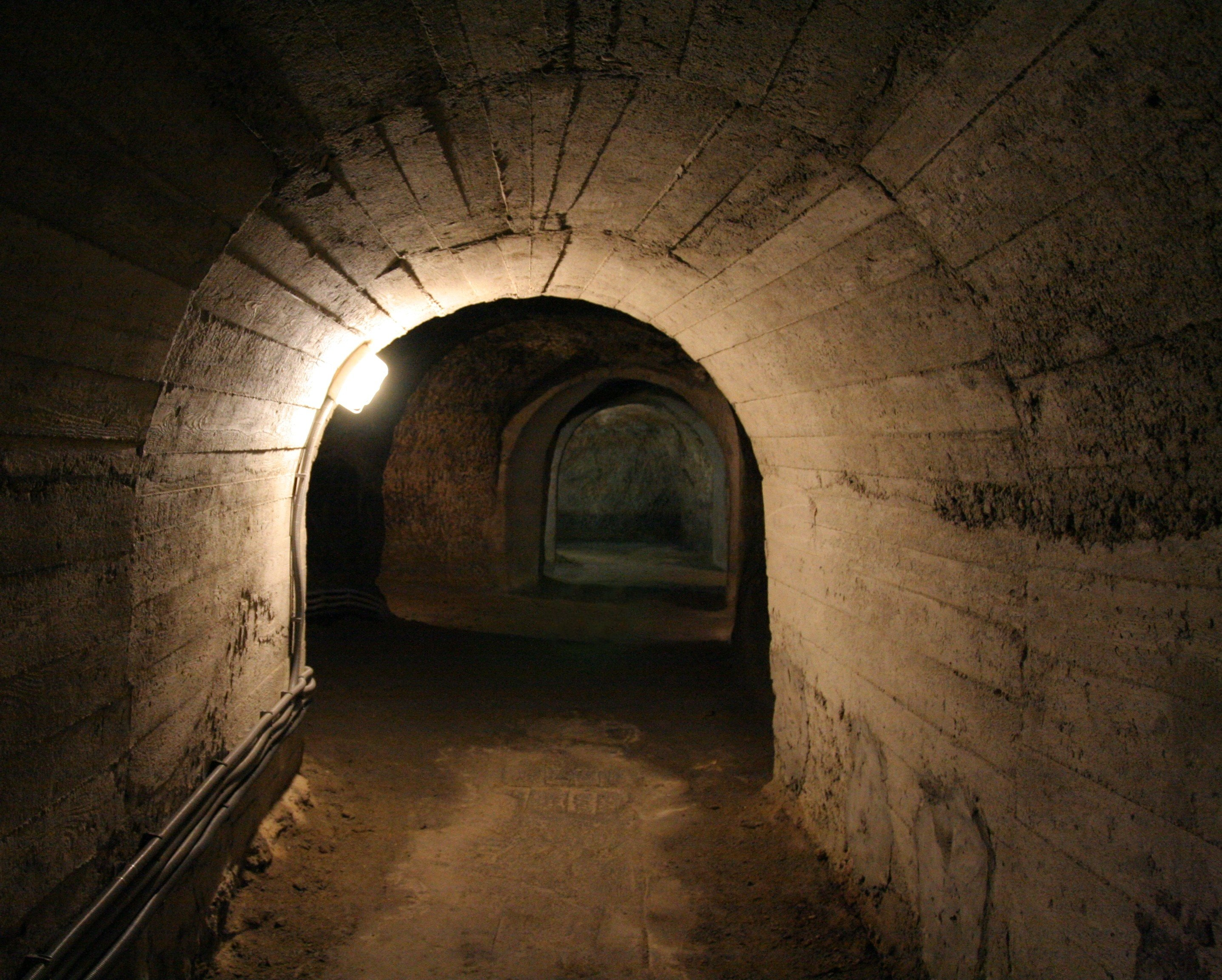
Labirinto subterrâneo
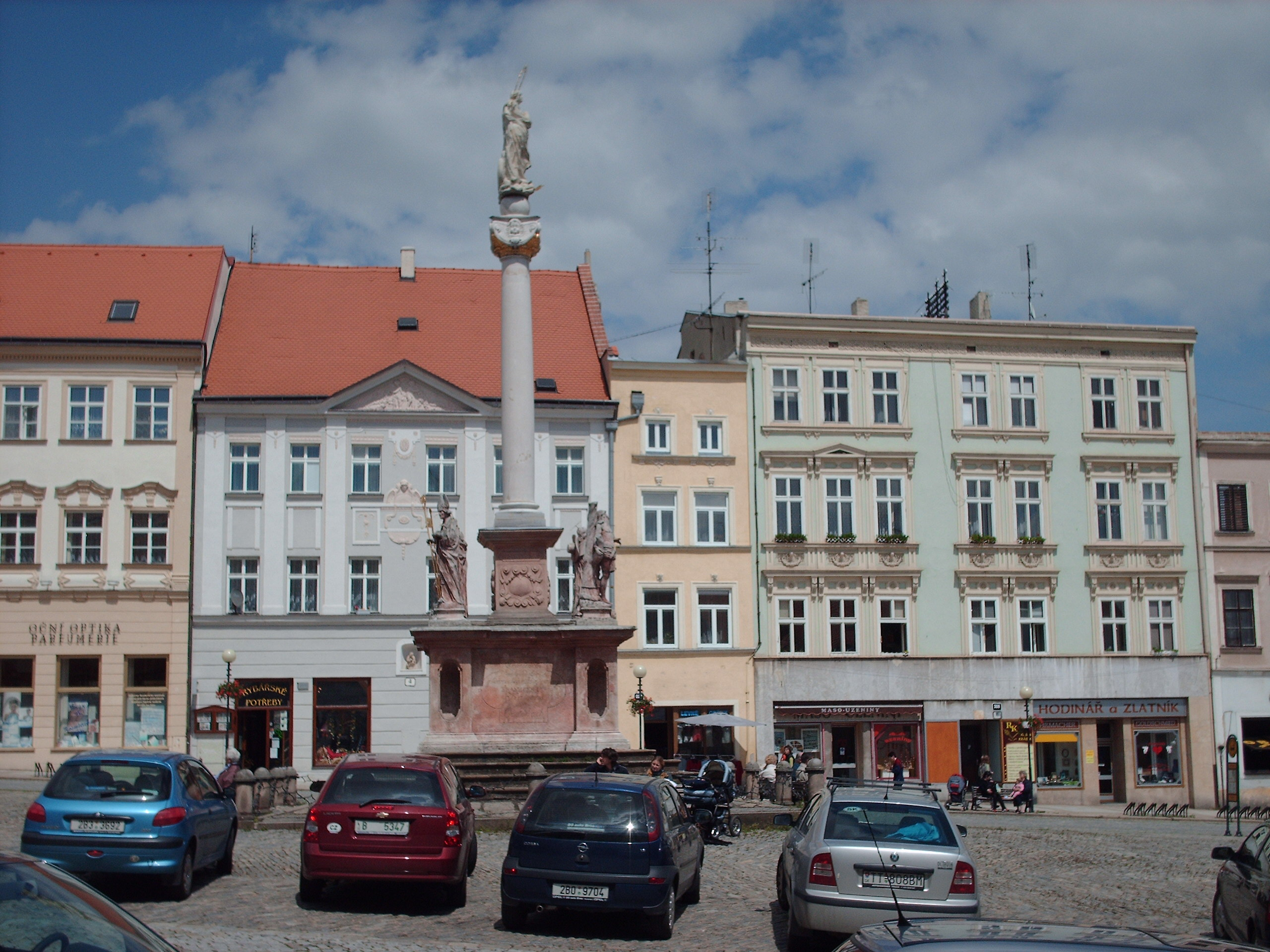
Coluna comemorativa da praga

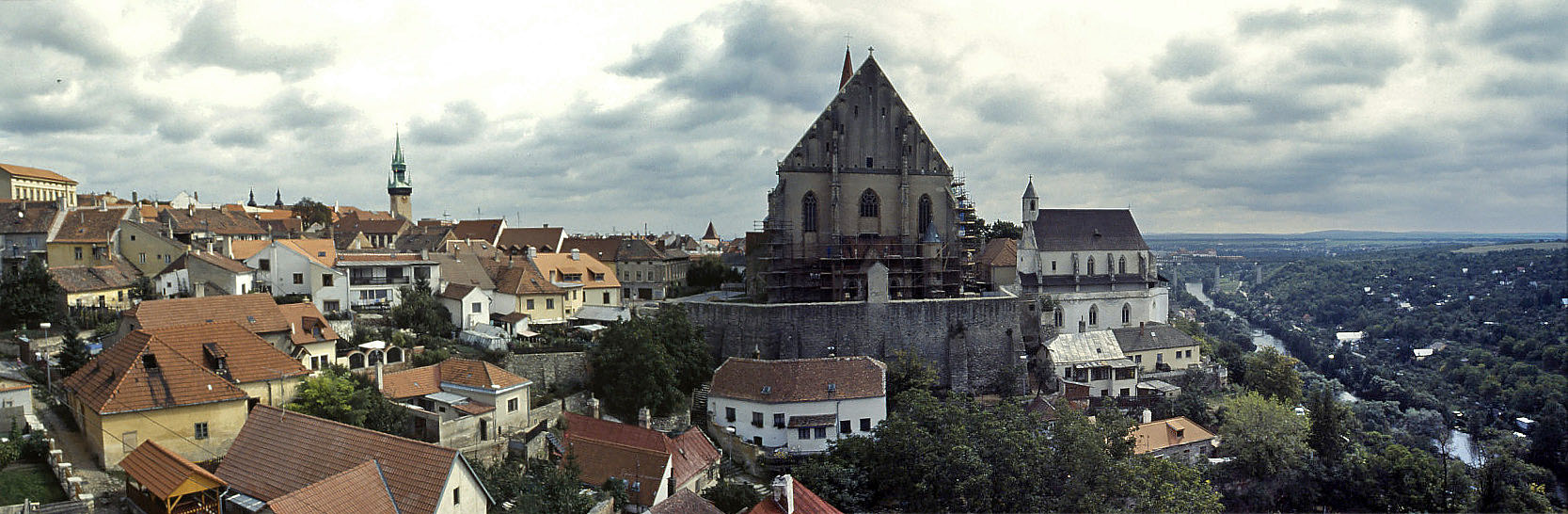
Panorama de Znojmo